# Saurita salta
Saurita salta är en fjärilsart som beskrevs av William Schaus 1894. Saurita salta ingår i släktet Saurita och familjen björnspinnare. Inga underarter finns listade.